# Konstantiniyye
Konstantiniyye ist der Titel eines der Onlinemagazine, die die Terrororganisation „Islamischer Staat“ (IS) zu Zwecken der Propaganda, Rekrutierung sowie Legitimierung der eigenen Ideologie veröffentlicht. Das Onlinemagazin ist in türkischer Sprache verfasst und wird seit Mai 2015 in unregelmäßigen Zeitabständen publiziert. Als Herausgeber erscheint die Medieneinrichtung al-Hayat Media Center der Organisation. Es existieren derzeit (Oktober 2016) sieben Ausgaben des Onlinemagazins, die keine Übersetzungen des englischsprachigen Dabiqs darstellen. Die Zeitschriften umfassen jeweils etwa 45 bis 70 Seiten.
Derzeit scheint die Produktion des Magazins eingestellt und durch die neue Propagandazeitschrift Rumiyah fortgeführt zu werden. Rumiyah wird seit September 2016 in regelmäßigen Abständen veröffentlicht. Sie stellt ein einheitlicheres, wenn auch weniger detailliertes Format dar und wird nach verschiedenen Quellenangaben in den Sprachen Englisch, Deutsch, Französisch, Türkisch, Uighurisch, Russisch, Bahasa Indonesia und Urdu publiziert.

## Eigenbeschreibung
Die Onlinezeitschrift sollte nach eigenen Angaben monatlich erscheinen. Dies wurde bis jetzt jedoch nicht realisiert. Grund für die Veröffentlichung eines türkischsprachigen Magazins sei der Mangel an türkischen Quellen, die ein „richtiges“ Bild der IS-Organisation widerspiegelten. Neben einer vermeintlichen wissenschaftlichen sowie politischen Aufklärung, die mittels des Onlinemagazins erreicht werden soll, wird darüber hinaus der angestrebte Unterhaltungswert der Zeitschrift betont.

## Adressaten
In der ersten Ausgabe der Zeitschrift werden als Adressaten die in der Türkei lebenden Türken genannt, die keiner anderen Sprache außer dem Türkischen mächtig sind. Die zweite Ausgabe richtet sich auch an die im Ausland lebenden Türken sowie an die Anhängerschaft der Terrororganisation.

## Inhalt
Neben der Darstellung der religiösen Bestrebungen der IS-Organisation nehmen Themen aus dem politischen alltäglichen türkischen Leben einen Großteil der Zeitschrift ein. So beispielsweise die Kritik an dem Präsidium für Religionsangelegenheiten Diyanet, die Darstellung des Staatspräsidenten Erdoğan oder der Kurdenproblematik aus Sicht der IS-Organisation.

## Ziele der IS-Propaganda in Bezug auf die Türkei
Bereits früh pflegte der Gründer der IS-Organisation, Abū Musʿab az-Zarqāwī, gute Kontakte in die Türkei. Mitunter wurde dort die Ideologie schon Anfang der 2000er Jahre verbreitet. Ab den Jahren 2002/03 formulierte az-Zarqawi das Ziel, die Bilād asch-Schām, die sogenannte historische Region Syriens zu erobern, wozu auch Gebiete der heutigen Türkei gehörten (außerdem des Libanon, Jordanien, Israel/Palästina). Dies diente u. a. als Grund dafür, den Dschihad auch dorthin zu tragen.
Die Medienpropaganda der Organisation in der Türkei hat zwei Gründe: Zum einen sollen neue Mitglieder angeworben werden, zum anderen soll denjenigen, die sich gegen die Organisation positionieren, durch die grausamen Botschaften gedroht werden. Die IS-Organisation bestimmt demnach das Bild von sich selbst und labelt gezielt ihre Feinde und Opfer nach ihrem eigenen Verständnis. Die Propaganda ist minutiös und professionell auf sämtliche Kontexte des türkischen Lebens abgestimmt (Politik, Alltag, Sprache).
Neben Selbstmordattentaten ist die Propaganda eine der wichtigsten Strategien der Organisation. Sie versucht damit zu beweisen, dass sie mit allen Insignien der Souveränität (Kontrolle über Territorium, großer Geldhaushalt, schwere Waffen) existiert und so das Ziel erreicht wurde, was Dschihadisten seit jeher verfolgen. Um dies deutlich zu kommunizieren, publiziert die Medienabteilung der Organisation neben der türkischsprachigen Konstantiniyye auch weitere, nicht arabische Propaganda-Onlinemagazine wie das englische (und in anderen Übersetzungen vorliegende) Dabiq, das französische Dar al-Islam oder das russische Istoq.
Der Name Konstantiniyye gibt außerdem Aufschluss über die Sicht der IS-Organisation auf die Türkei und ihre unmittelbare Intention ihr gegenüber, nämlich die Rückführung zu kalifatischen Zeiten, als Konstantinopel Teil eines islamischen Staates war. Darüber hinaus kommt Konstantinopel in der islamischen Eschatologie besondere Bedeutung zu. Insbesondere ein Hadith von Abū Muslim ibn al-Haddschādsch steht im Fokus der türkischsprachigen Propagandazeitschrift. Nach diesem soll der Prophet gesagt haben, Konstantinopel würde erobert werden. Die Eroberung durch Sultan Mehmet II. (1453) wird nach dem Verständnis der IS-Organisation nicht als Eroberung anerkannt.

## Ausgaben
| Ausgabe | Titel                                                  | Datum (Hidschri)    | Datum (Gregorianisch) | Seitenzahl |
| ------- | ------------------------------------------------------ | ------------------- | --------------------- | ---------- |
| 1       | Konstantiniyye'nin Fethi                               | Schaʿbān 1436       | Mai 2015              | 46         |
| 2       | Hilafet´le Savaşmak Riddet Midir?                      | Schawwāl 1436       | Juli 2015             | 60         |
| 3       | İstişhadi Operasyonların Caizliği ve Fazileti          | Dhū l-Hiddscha 1436 | September 2015        | 72         |
| 4       | Sen Onları Birlik Sanırsın Oysa Kalpleri Paramparçadır | Safar 1437          | November 2015         | 68         |
| 5       | Küfredenler İse Tağutun Yolunda Savaşırlar             | Muharram 1437       | Dezember 2015         | 56         |
| 6       | Mürted Kardeşler                                       | Radschab 1437       | April 2016            | 52         |
| 7       | Küfür Risaleleri                                       | Dhū l-Qaʿda 1437    | August 2016           | 60         |